# Уреке, Евгений Васильевич

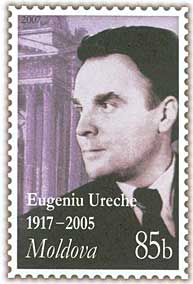
Почтовая марка Молдовы, 2007 год

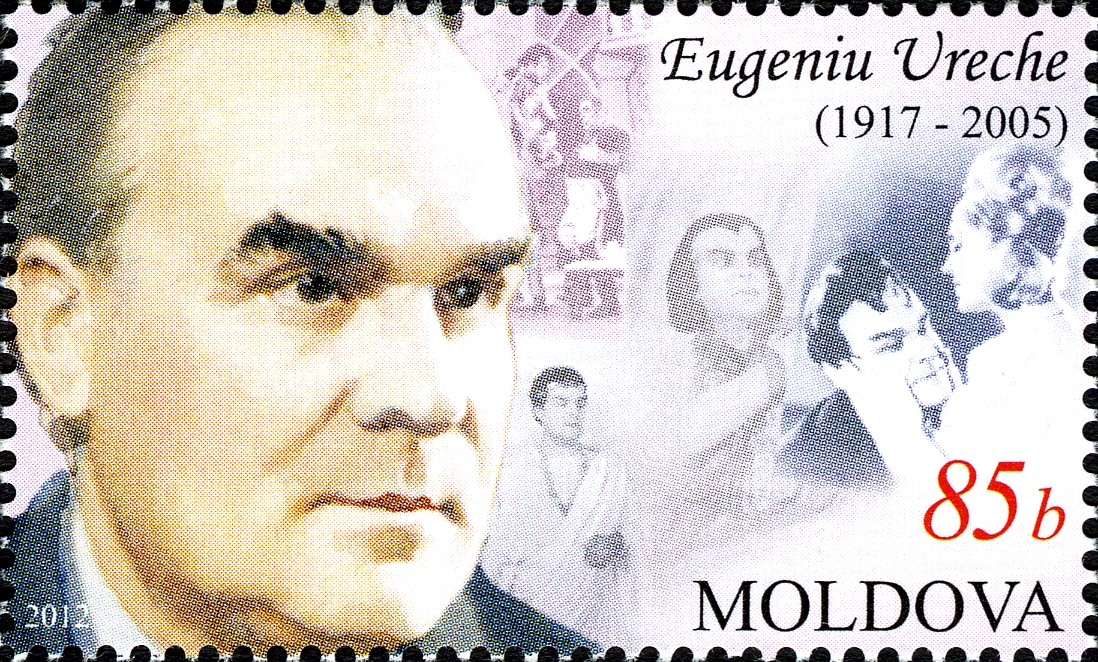
Почтовая марка Молдовы, 2012 год

Евге́ний Васи́льевич Уре́ке (рум. Eugeniu Ureche; 1917—2005) — советский, молдавский актёр театра и кино, оперный певец (бас), театральный режиссёр, сценограф. Народный артист СССР (1967). Лауреат Сталинской премии третьей степени (1950).

## Биография
Евгений Уреке родился 7 (20) марта 1917 года (по другим источникам — 21 или 27 марта) в Могилёве (по другим источникам — в Кишинёве или в селе Большой Хыртоп (ныне в Криулянском районе), Молдова).
В 1939 году окончил частную Кишинёвскую консерваторию «Municipal».
В 1940—1955 и 1959—1980 годах — актёр Молдавского музыкально-драматического театра (с 1957 — им. А. С. Пушкина) в Кишинёве (ныне Кишинёвский национальный театр имени М. Эминеску).
В 1955—1959 годах — солист Молдавского театра оперы, балета и драмы (с 1957 — Молдавский театр оперы и балета, ныне Национальный театр оперы и балета Республики Молдова им. М. Биешу) в Кишинёве.
Был многоплановым артистом — играл драматические роли в театре, выступал в концертах, исполняя оперные партии, партии в опереттах, молдавские народные песни. Занимался режиссурой и сценографией. Работал на радио, снимался в кино.
Умер 27 января 2005 года в Кишинёве. Похоронен на Центральном (Армянском) кладбище.

## Награды и звания
- Народный артист Молдавской ССР (1953)
- Народный артист СССР (1967)
- Сталинская премия третьей степени (1950) — за исполнение молдавских народных песен
- Орден Республики (1993)[5]
- Орден Трудового Красного Знамени
- Орден «Знак Почёта» (1960)
- Медали.

## Творчество

### Роли в театре
- «Ревизор» Н. В. Гоголя — Городничий
- «Маскарад» М. Ю. Лермонтова — Евгений Александрович Арбенин
- «Егор Булычов и другие» М. Горького — Егор Булычов
- «Король Лир» У. Шекспира — король Лир
- «Тартюф» Мольера — Тартюф
- «Овидий» В. Александри — Овидий
- «Источник Бландузии» В. Александри — Гораций
- «Человек с ружьём» Н. Ф. Погодина — Иван Шадрин
- «Кремлёвские куранты» Н. Ф. Погодина — Антон Иванович Забелин

### Партии в операх и опереттах
- «Демон» А. Г. Рубинштейна — Демон
- «Евгений Онегин» П. И. Чайковского — Гремин
- «Запорожец за Дунаем» С. С. Гулак-Артемовского — Карась
- «Трембита» Ю. С. Милютина — дед Атанас

### Фильмография
- 1954 — Андриеш — великан Стрымба-Ламне
- 1955 — Молдавские напевы — атаман Кондря
- 1955 — Ляна — Степан Васильевич, председатель колхоза
- 1984 — Тревожный рассвет — помещик

## Память
- В 2007 году в Молдове, в память об Е. Уреке выпущена почтовая марка.